# Clarias cataractus
Clarias cataractus es una especie de pez de la familia Clariidae en el orden de los Siluriformes.

## Distribución geográfica
Se encuentra en la Península de Malaca.